# Perry Ferguson (Filmarchitekt, 1938)
Perry Feild Ferguson (* 15. Januar 1938 in Los Angeles, Vereinigte Staaten) ist ein heute inaktiver, US-amerikanischer  Filmarchitekt und Szenenbildner beim Fernsehen.

## Leben und Wirken
Der Sohn des gleichnamigen Filmarchitekten Perry Ferguson stieß über seinen Vater in die Filmbranche und lernte das Handwerk eines Filmarchitekten und Szenenbildners beim Fernsehen von der Pike auf. Mit 30 Jahren begann er als Chefausstatter bei der langlebigen Doris Day Show und begann anschließend, 1973, auch als Filmarchitekt für das Kino (den Blaxploitation-B-Film Coffy – die Raubkatze) zu arbeiten. Ferguson war nur wenige Jahre in dieser Branche aktiv und wechselte in seiner Tätigkeit zwischen Film und Fernsehen hin und her. Zuletzt entwarf er die Bauten für zwei Disney-Produktionen (Zotti, das Urviech und Der tolle Käfer in der Rallye Monte Carlo), danach verliert sich Fergusons Spur.

## Filmografie
- 1968–1973: The Doris Day Show (Fernsehserie)
- 1970: The Governor and J.J. (Fernsehserie)
- 1971: Shepherd’s Flock (Fernsehfilm)
- 1972: Murdock’s Gang (Fernsehfilm)
- 1973: Coffy – die Raubkatze (Coffy, Kinofilm)
- 1973: Hilfe, ich habe zwei Ehemänner (Coffee, Tea or Me?, Fernsehfilm)
- 1974: Young Love (Fernsehfilm)
- 1974: The Secret Night Caller (Fernsehfilm)
- 1975: Katherine (Fernsehfilm)
- 1975: Foster and Laurie (Fernsehfilm)
- 1975: Louis Armstrong – Chicago Style (Fernsehfilm)
- 1976: James Dean (Fernsehfilm)
- 1976: Dynasty (Fernsehfilm)
- 1976: Zotti, das Urviech (The Shaggy D. A., Kinofilm)
- 1976: Der tolle Käfer in der Rallye Monte Carlo (Herbie Goes to Monte Carlo, Kinofilm)
- 1977: Love and the Midnight Auto Supply (Kinofilm)